# Benjamin Butler (1818–1893)
Benjamin Franklin Butler (ur. 5 listopada 1818 w Deerfield, zm. 11 stycznia 1893 w Waszyngtonie) – amerykański polityk, kandydat na prezydenta w 1884 roku.

## Biografia
Urodził się 5 listopada 1818 w Deerfield. W 1828 roku jego rodzina przeprowadziła się do Lowell. Butler uczęszczał do Exeter Academy, a następnie studiował prawo w Waterville College. Studia ukończył w roku 1838, a dwa lata później został przyjęty do palestry. W latach 50. XIX w. działał w legislaturze stanowej Massachusetts. Był związany z południowym skrzydłem Partią Demokratyczną. W czasie wojny secesyjnej walczył po stronie Unii. Służył jako generał brygady milicji stanowej Massachusetts, a w maju 1861 roku dostał awans na generała majora. Dowodząc w Fort Monroe w Wirginii, odmówił powrotu zbiegłych niewolników do Konfederacji twierdząc, że stanowią oni kontrabandę wojenną. W 1864 roku został dowódcą Army of the James, jednak poniósł kilka porażek m.in. w kampanii Bermuda Hundred. Po niepowodzeniu akcji pod Fort Fisher w Karolinie Północnej, w styczniu 1865 roku, Butler został zwolniony ze służby.
Po zakończeniu wojny przyłączył się do radykalnych republikanów, popierając plan rekonstrukcji kraju oraz impeachment Andrew Johnsona. Zasiadał w Izbie Reprezentantów w latach 1867–1875 i 1877–1879. Był zagorzałym zwolennikiem Ulyssesa Granta, lecz w 1878 roku odszedł od Partii Republikańskiej i przyłączył się do Greenback Party. W 1882 roku został wybrany gubernatorem Massachusetts z poparciem demokratów. Dwa lata później Greenback Party wysunęła jego kandydaturę w wyborach prezydenckich. W kampanii postulował wprowadzenie ośmiogodzinnego dnia pracy i kontroli federalnej handlu międzystanowego. W głosowaniu powszechnym zdobył nieco ponad 175 tysięcy głosów i zajął trzecie miejsce wśród kandydatów. Zmarł 11 stycznia 1893 w Waszyngtonie.